# 邢籁
邢籁（1941年—），女，河北青县人，中国作词家，一级作词，中国作家协会会员，中国音乐家协会会员，中国音乐文学学会理事，黑龙江省音乐文学学会会长，第七、八、九届全国政协委员。代表作品有《嘿，我的小马驹》、《祖国可真大》等。